# The Englishman Who Went Up a Hill But Came Down a Mountain
The Englishman Who Went Up a Hill But Came Down a Mountain (De Engelsman die een heuvel opging maar een berg afdaalde) is een Britse film uit 1995, geregisseerd door Christopher Monger. Het script is geschreven door Ivor Monger, gebaseerd op een verhaal dat Christopher Monger had gehoord van zijn grootvader over het plaatsje Taff's Well en het nabijgelegen Garth Hill. De film wordt vaak vergeleken met Waking Ned.
De film werd vertoond in de sectie Un certain regard tijdens het filmfestival van Cannes.

## Verhaal
De film speelt in 1917 tegen de achtergrond van de Eerste Wereldoorlog. Centraal staan twee Britse cartografen: de zelfverzekerde Garrad en zijn leerling Anson. De twee bezoeken het plaatsje Ffynnon Garw in Wales om de hoogte van de berg daar te meten. Uit hun meting blijkt echter dat de “berg” net te laag is om voor een berg door te mogen gaan, en dus eigenlijk een heuvel is. Dit leidt tot woede van de bevolking, daar het hebben van een berg voor hen een extra manier was om hun dorp op de kaart te zetten. Bergen worden namelijk bij naam genoemd op een kaart, maar heuvels niet.
De dorpelingen spannen, onder leiding van Morgan de Geit en priester Jones, samen om de cartografen wat langer te laten blijven. Zo kunnen ze in het geheim de heuvel ophogen met een aarden heuvel zodat de vereiste hoogte wel gehaald wordt. Hun plan slaagt en de heuvel wordt toch als berg op de kaart gezet.

## Rolverdeling
| Acteur           | Personage             |
| ---------------- | --------------------- |
| Hugh Grant       | Reginald Anson        |
| Ian McNeice      | George Garrad         |
| Tara Fitzgerald  | Betty                 |
| Colm Meaney      | Morgan the Goat       |
| Kenneth Griffith | Reverend Robert Jones |
| Ieuan Rhys       | Sgt Thomas            |

## Achtergrond
- Vanwege de urbanisatie van het echte Taff’s Well, werd de film grotendeels opgenomen in het meer landelijk gelegen Llanrhaeadr-ym-Mochnant en Llansilin.
- De film werd redelijk ontvangen door critici. Op Rotten Tomatoes scoort de film 55% aan goede beoordelingen.
- Tegen het einde van de film bevindt zich een vanuit de lucht gefilmde scène, waarin de camera naar zes nakomelingen van de originele dorpelingen vliegt. Dit is gelijk aan de slotscène van Sirens uit 1993.

## Prijzen en nominaties
- In 1995 won de film een ’’Ecumenical Jury Award’’ op het Internationaal filmfestival van Moskou
- Datzelfde jaar werd de film genomineerd voor een ’’Golden Frog’’ bij Camerimage